# Ivan Stambolić
Ivan Stambolić (în sârbă Иван Стамболић, n. 5 noiembrie 1936, Ivanjica⁠(d), Regatul Iugoslaviei – d. 25 august 2000, Fruska Gora, Republica Serbia, Iugoslavia) a fost un om politic sârb. A deținut funcțiile de Prim-ministru al Serbiei între 1978 și 1982, Președinte al Ligii Comuniștilor din Serbia (SKS) începând cu 1984 până în 1986 și Președinte al Președinției Republicii Socialiste Serbia între 1986 și 1987.
Ivan Stambolić a fost mentorul lui Slobodan Milošević, pe care l-a susținut ca succesor la conducerea Partidului Comunist din Serbia (SKS). În 1987, Milošević a adoptat o poziție populistă și l-a îndepărtat pe Stambolić din funcție împreună de susținătorii acestuia. Retras din politică, Stambolić a menținut legături cu opoziția în anii 1990. În 2000, la solicitarea Opoziției Democrate din Serbia, a fost convins să candideze împotriva lui Milošević la alegerile generale din septembrie, însă a dispărut în august același an. Ulterior, s-a descoperit că a fost asasinat la ordinul lui Milošević. Unchiul său a fost politicianul Petar Stambolić.

## Carieră
Ivan Stambolić s-a născut în satul Brezova, lângă municipiul Ivanjica și a absolvit Facultatea de Drept a Universității din Belgrad. În mai 1986, a devenit președintele Serbiei. A fost mentor și prieten apropiat al lui Slobodan Milošević, susținându-l în alegerile pentru conducerea Ligii Comuniștilor din Serbia. După trei zile de dezbateri, a reușit să-i asigure victoria, cea mai strânsă din istoria alegerilor interne ale partidului.
Stambolić și Milošević aveau opinii similare privind statutul provinciilor autonome Kosovo și Voivodina, considerând necesare modificări constituționale. La Congresul al XIII-lea al Ligii Comuniștilor din Iugoslavia din 1986, Stambolić a obținut sprijin pentru această poziție și a format o comisie care a elaborat reformele adoptate în 1989. Susținea protejarea drepturilor sârbilor și muntenegrenilor din Kosovo, afirmând încă din 1982 că va milita pentru acestea, indiferent de acuzațiile de naționalism. Diferențele dintre el și Milošević au apărut în privința ritmului reformelor, Milošević dorind o schimbare mai rapidă și manifestând un sprijin mai puternic pentru demonstranții sârbi.
.

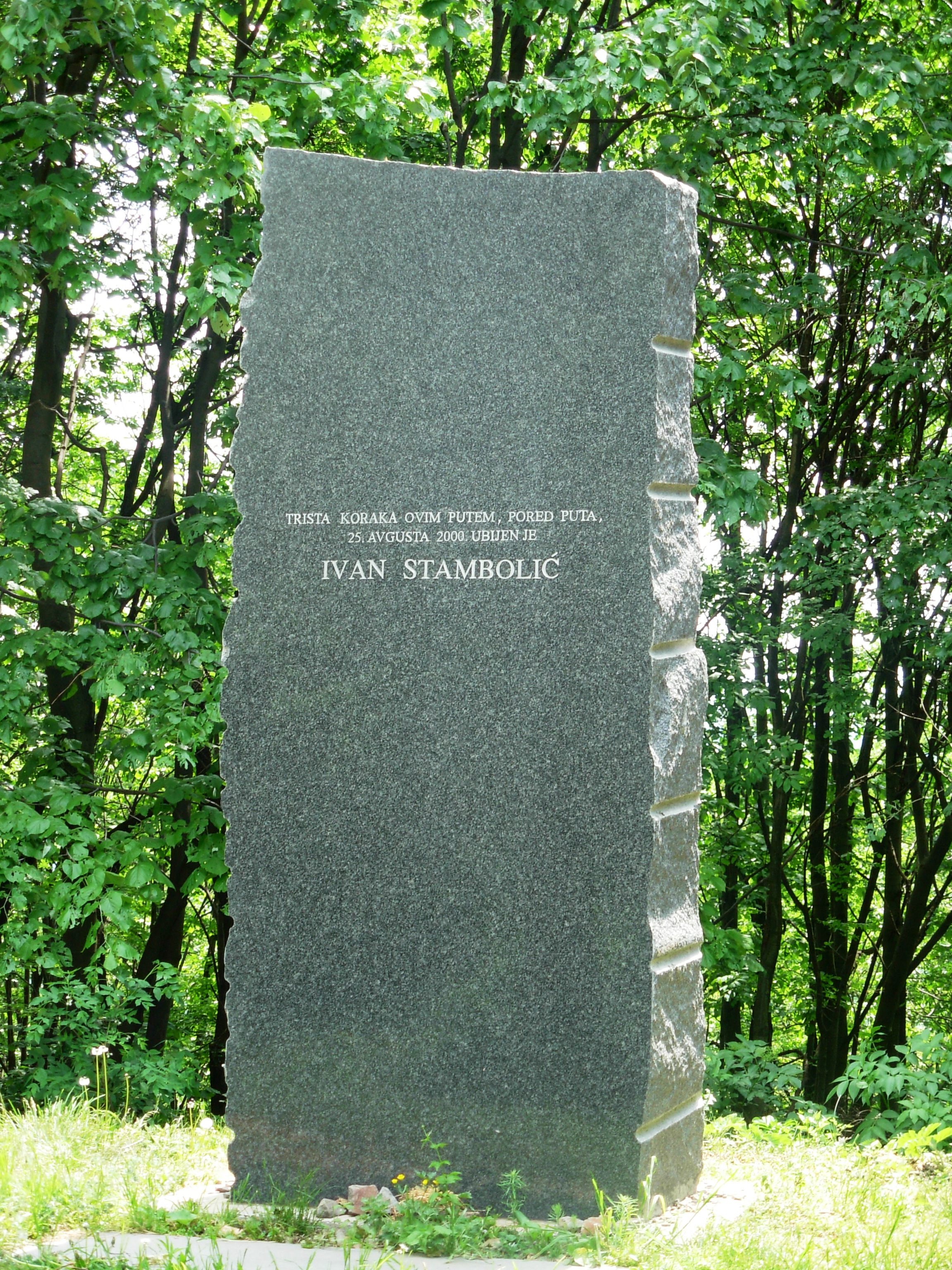
Monument în apropiere de locul decesului lui Stambolić' pe Fruška Gora

Stambolić și guvernul Serbiei s-au alăturat guvernului federal iugoslav în condamnarea Memorandumului Academiei Sârbe de Științe și Arte din 1986, considerându-l incitator la naționalism. Acesta a declarat:
„Noi [liderii partidului comunist] nu acceptăm apelul Memorandumului ca Serbia să-și întoarcă spatele propriului său viitor și viitorului Iugoslaviei, să acuze în mod arbitrar liderii consacrați ai revoluției și ai dezvoltării socialiste sau ca sârbii comuniști să fie considerați conducători nelegitimi ai clasei muncitoare și ai poporului sârb”.
Dragiša Pavlović, succesorul lui Milošević la conducerea Comitetului de la Belgrad, a criticat abordarea acestuia față de problema sârbilor din Kosovo, descriind-o drept grăbită. În pofida sfaturilor lui Stambolić, Milošević l-a acuzat pe Pavlović de indulgență față de albanezii radicali. La sesiunea a opta a Comitetului Central, din 23-24 septembrie 1987, desfășurată timp de 30 de ore și transmisă în direct, Milošević a obținut demiterea lui Pavlović. Presat de susținătorii lui Milošević, Stambolić a demisionat câteva zile mai târziu.
În decembrie 1987, a fost oficial înlocuit cu Petar Gračanin, care a fost succedat anul următor de Milošević.

## Dispariție și deces
Stambolić a dispărut în mod misterios pe 25 august 2000, în timpul regimului lui Slobodan Milošević. Pe 28 martie 2003, poliția a dezvăluit că a fost asasinat pe muntele Fruška Gora de șapte ofițeri ai Unității de Operațiuni Speciale. La 18 iulie 2005, aceștia și complicii lor au fost găsiți vinovați și condamnați la pedepse cuprinse între 15 și 40 de ani de închisoare. Instanța a stabilit că ordinul pentru asasinarea lui Stambolić a venit de la Slobodan Milošević.